# Ligustrum sinense
Pour l’article homonyme, voir troène de Chine.
Espèce
Ligustrum sinense, le troène de Chine, est une espèce de plantes à fleurs dicotylédones de la famille des Oleaceae. C'est un arbuste originaire d'Asie. L'espèce a été largement introduite dans la plupart des continents, particulièrement en Amérique du Nord où elle devenue une espèce envahissante.
Elle est souvent utilisée comme plante ornementale.

## Description
C'est un arbuste à feuilles semi-persistantes pouvant mesurer jusqu'à 9 à 10 m de haut sur 8 m de large à l'état naturel. Il pousse le plus souvent en cépée.
Son écorce est gris clair.
Ses feuilles semi-persistantes de forme elliptique sont opposées et mesurent de 1 à 3 cm de long sur 1 à 2 cm de large.

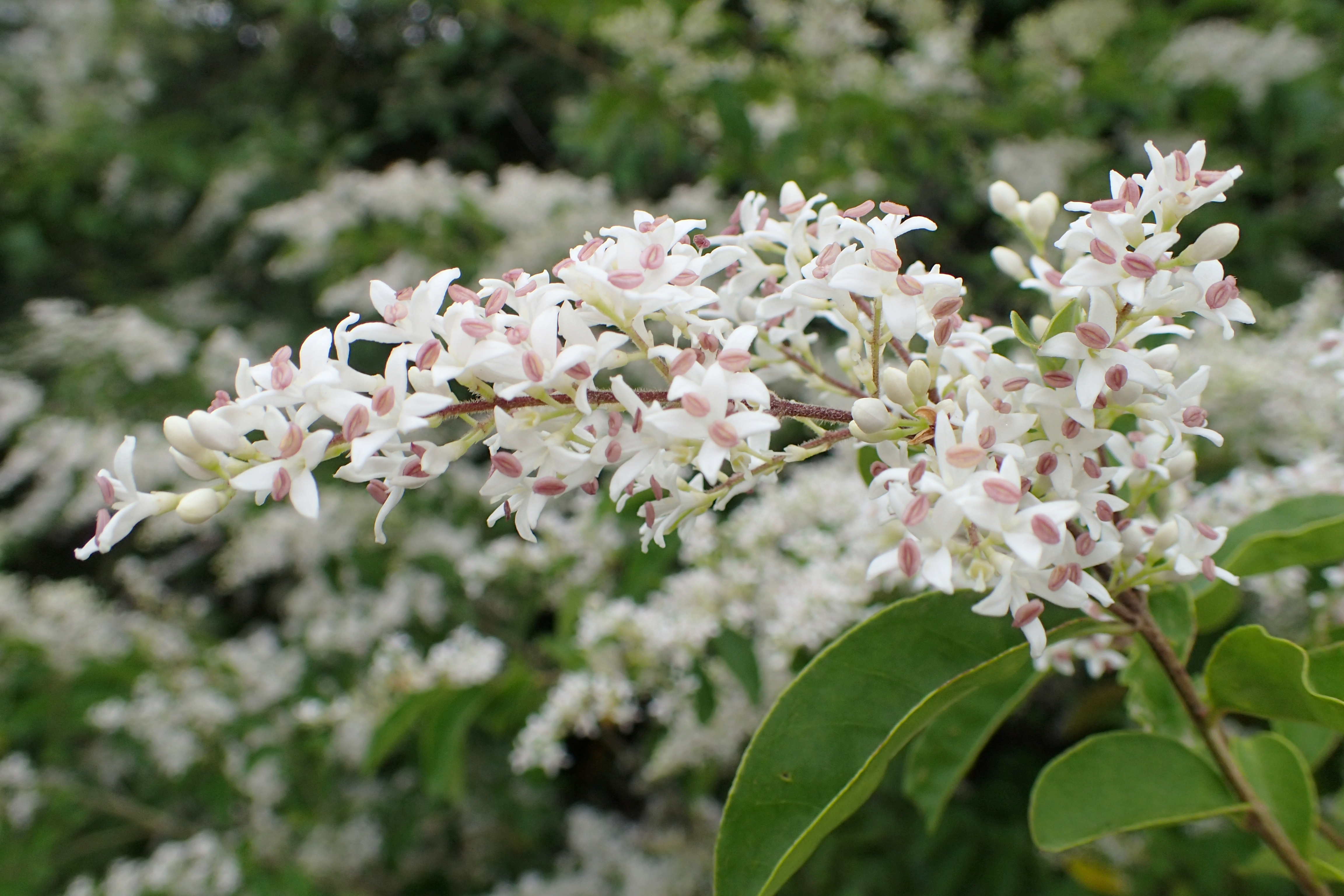
Floraison.

Ses petites fleurs de couleur blanc crème sont groupées en panicules et sont malodorantes.
Les fruits sont de petites baies ellipsoïdes noir violacé de la taille d'un petit pois qui persistent en hiver et sont toxiques pour l'homme.

## Taxinomie

### Synonymes
Selon The Plant List (1 juin 2018) :
- Ligustrum calleryanum Decne.
- Ligustrum deciduum Hemsl.
- Ligustrum fortunei C.K.Schneid.
- Ligustrum indicum (Lour.) Merr.
- Ligustrum matsudae Kaneh. ex T.Shimizu & M.T.Kao
- Ligustrum nokoense Masam. & T.Mori
- Ligustrum shakaroense Kaneh.
- Ligustrum villosum May
- Ligustrum villosum[2]
- Olea consanguinea Hance ex Walp.
- Olea microcarpa Vahl
- Olea rigida Steud.
- Olea walpersiana Hance ex Walp.
- Phillyrea indica Lour.

### Sous-espèces[réf.nécessaire]
- Foresteria spp.
- Ligustrum spp.
- Viburnum obovatum

## Liste des variétés
Selon World Checklist of Selected Plant Families (WCSP) (1 juin 2018) :
- Ligustrum sinense var. chayuense (P.Y.Pai) Y.F.Deng & B.Q.Xu (2012)
- Ligustrum sinense var. concavum M.C.Chang (1986)
- Ligustrum sinense var. coryanum (W.W.Sm.) Hand.-Mazz. (1936)
- Ligustrum sinense var. dissimile S.J.Hao (1993)
- Ligustrum sinense var. luodianense M.C.Chang (1986)
- Ligustrum sinense var. myrianthum (Diels) Hoefker (1915)
- Ligustrum sinense var. opienense Y.C.Yang (1939)
- Ligustrum sinense var. sinense

## Distribution
Cette espèce est originaire des régions tempérées chaudes et subtropicales d'Extrême-Orient et d'Asie du Sud-Est (Chine, Vietnam, Laos).
Elle a été naturalisée dans d'autres régions du monde, notamment aux États-Unis où elle est désormais considérée comme plante envahissante dans de nombreux États du Sud-Est. Bien que l'espèce soit courante en jardinerie, il est déconseillé de l'acquérir compte tenu des risques écologiques liés à sa propagation.

## Toxicité
Ligustrum sinense est une espèce toxique en cas d'ingestion des feuilles ou des baies. La plante contient en effet un glycoside toxique, la syringine (ou ligustrine) et de l'acide shikimique, ainsi que d'autres substances toxiques.
Les symptômes de l'intoxication sont notamment des douleurs abdominales, des nausées, vomissements, de la diarrhée, des maux de tête et un état de faiblesse.

## Culture
De croissance rapide, le troène de Chine a besoin de peu de choses pour proliférer. En terrain humide, il se multiplie très vite aussi bien par marcottage naturel que grâce à la multitude de fruits qu'il produit et que les animaux disséminent. Il se bouture également très facilement.

## Utilisation
- Plante ornementale : arbuste pour la confection de haies d'où son nom anglais de "privet" (la haie permet de créer un espace privé).
- Souvent utilisée en bonsaï car c'est une espèce facile à entretenir pour les débutants. Il pardonne beaucoup d'erreurs. La seule chose importante est de toujours bien l'arroser sans jamais laisser complètement sécher la motte, mais sans laisser d'eau stagnante sous le pot. Il peut résister à des températures négatives allant jusqu'à -10 °C sur quelques jours. Ce n'est donc pas un bonsaï d'intérieur comme on le croit souvent.

## Galerie

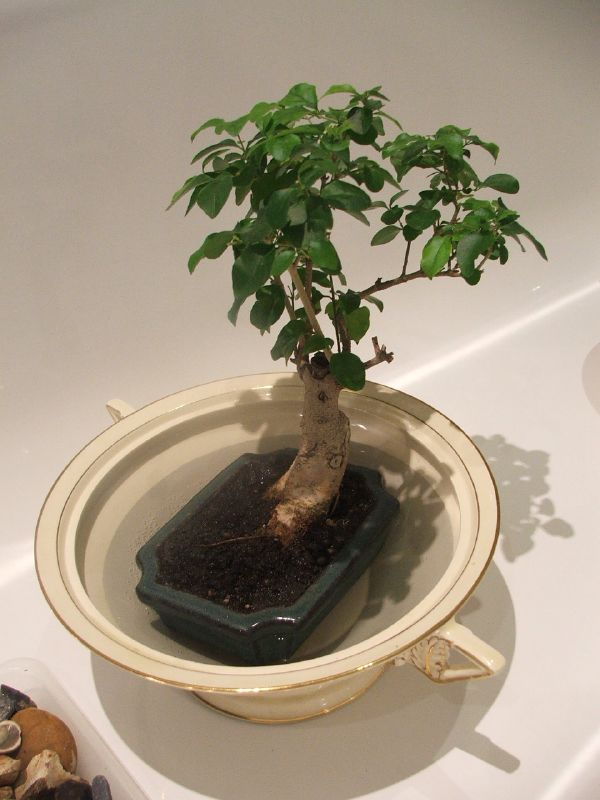
Bonsaï.